# Kalopanagiotis
Kalopanayiotis (en griego: Καλοπαναγιώτης, en turco: Galabanayot) es un pueblo en el Distrito de Nicosia de Chipre, situado a 3 km al norte de Moutoullas. Este pintoresco pueblo, con su arquitectura tradicional, sus calles empedradas y senderos, capillas e iglesias, es un ejemplo de una verdadera comunidad tradicional no afectada por la civilización moderna. Las casas con techos de tejas, los balcones pintorescos y los patios con vides trepando por doquier son las principales características de la aldea. Todos ello rodeado por la exuberante vegetación verde del Valle Marathasa.

## Monumentos
En el pueblo se encuentran dos iglesias de los siglos XIX y XX, Ayia Marina y Panagia Theotokos, y seis capillas de los siglos XIII al XVII: Panagia Theoskepasti, Agios Andronikos kai Athanasios, Agios Archangelos, Agios Kyriakos, Agios Georgios y Agios Sergiou kai Vakchou. Los monumentos bizantinos más importantes son el Monasterio de San Juan Lampadistis y el molino de agua de Kykkos.

## Clima
Chipre tiene un clima típicamente mediterráneo pero Kalopanayiotis, sin embargo, al encontrarse en las montañas Troodos, tiene veranos más fríos, primaveras y otoños agradables e inviernos suaves, con casi ninguna nevada en el pueblo, pero si montañas nevadas alrededor. La temperatura media en verano alcanza los 26 °C y los 12 °C en pleno invierno.

## Galería de imágenes

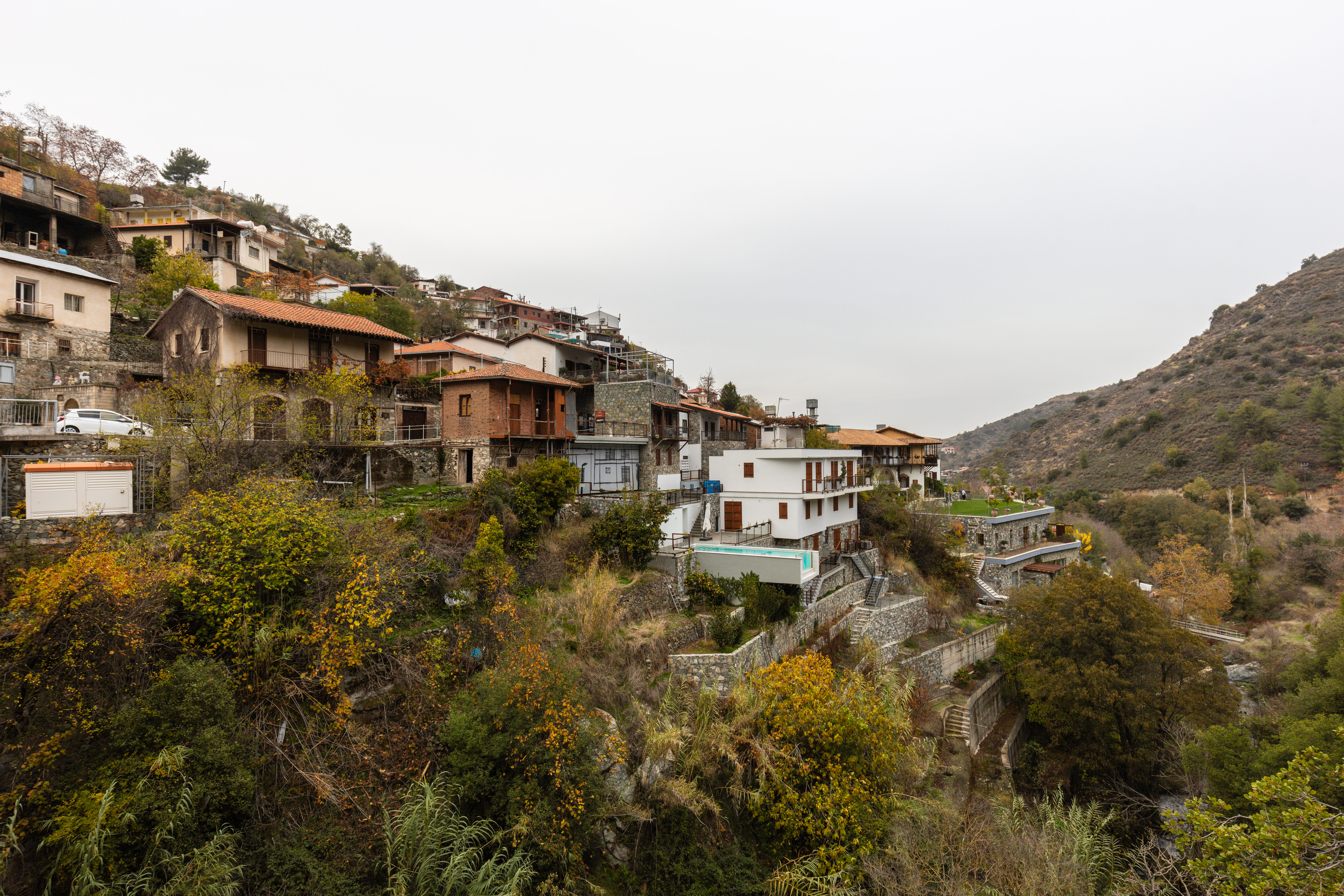
Vista de la localidad desde el puente.
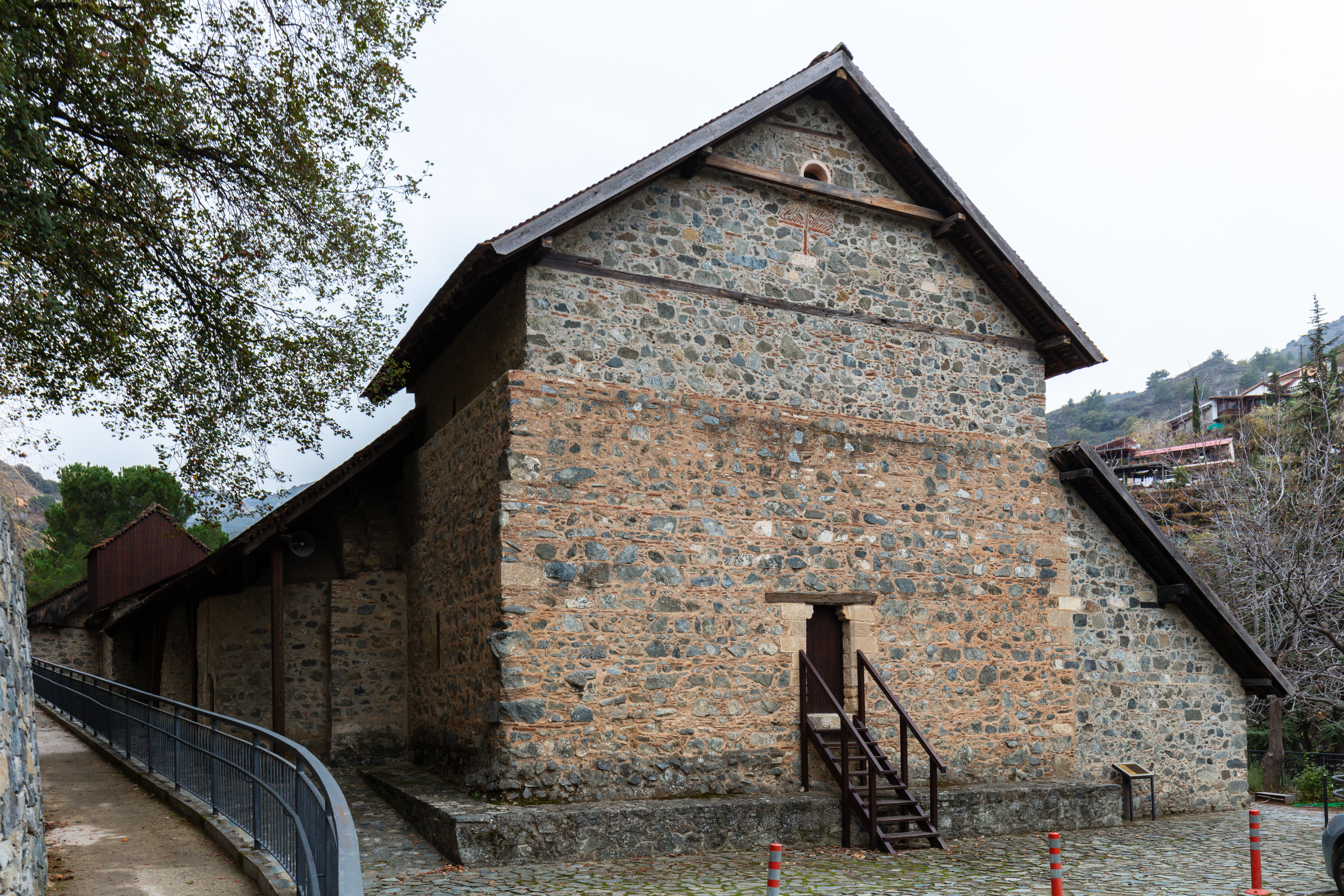
Monasterio de San Juan Lambadistis.
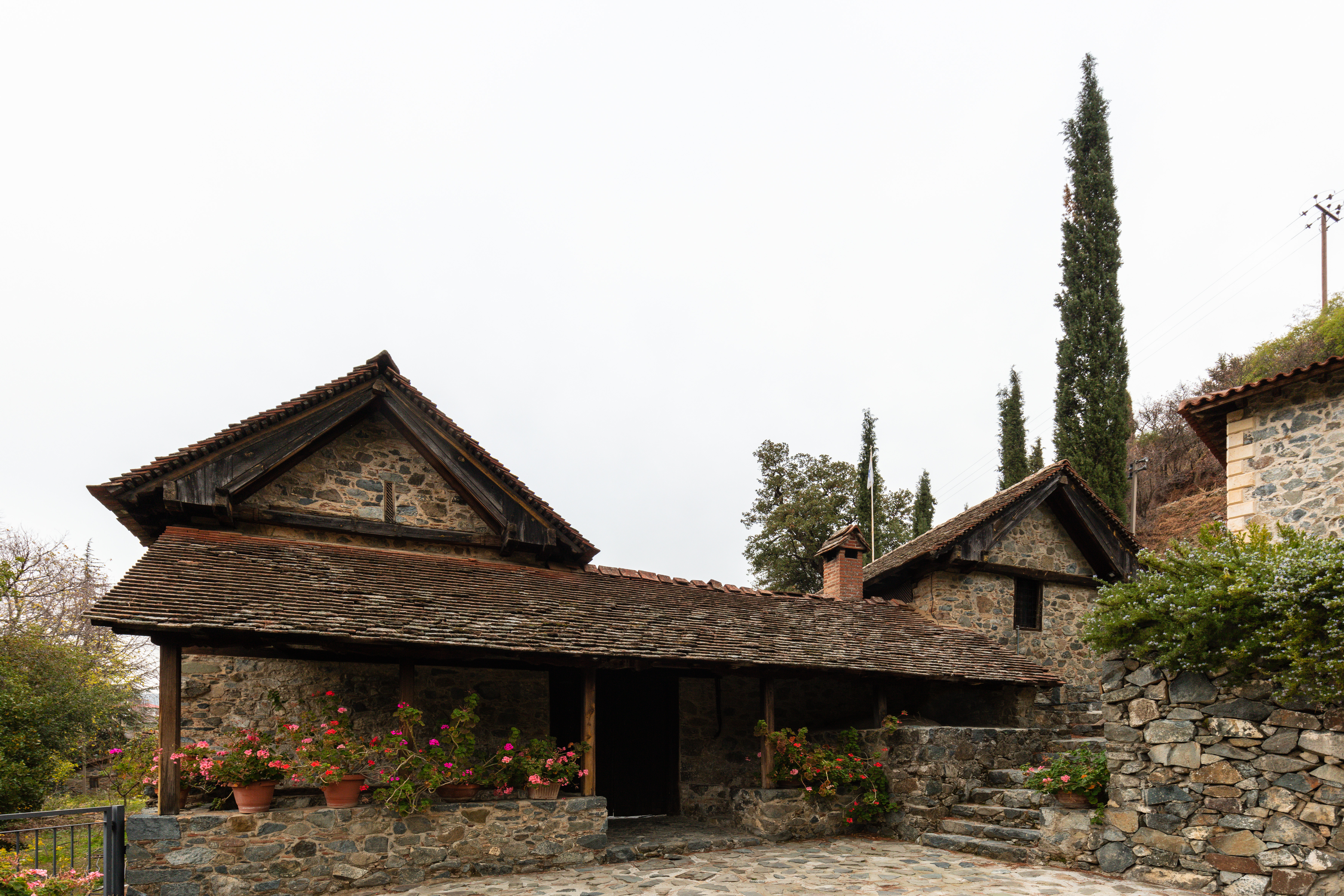
Monasterio de San Juan Lambadistis.
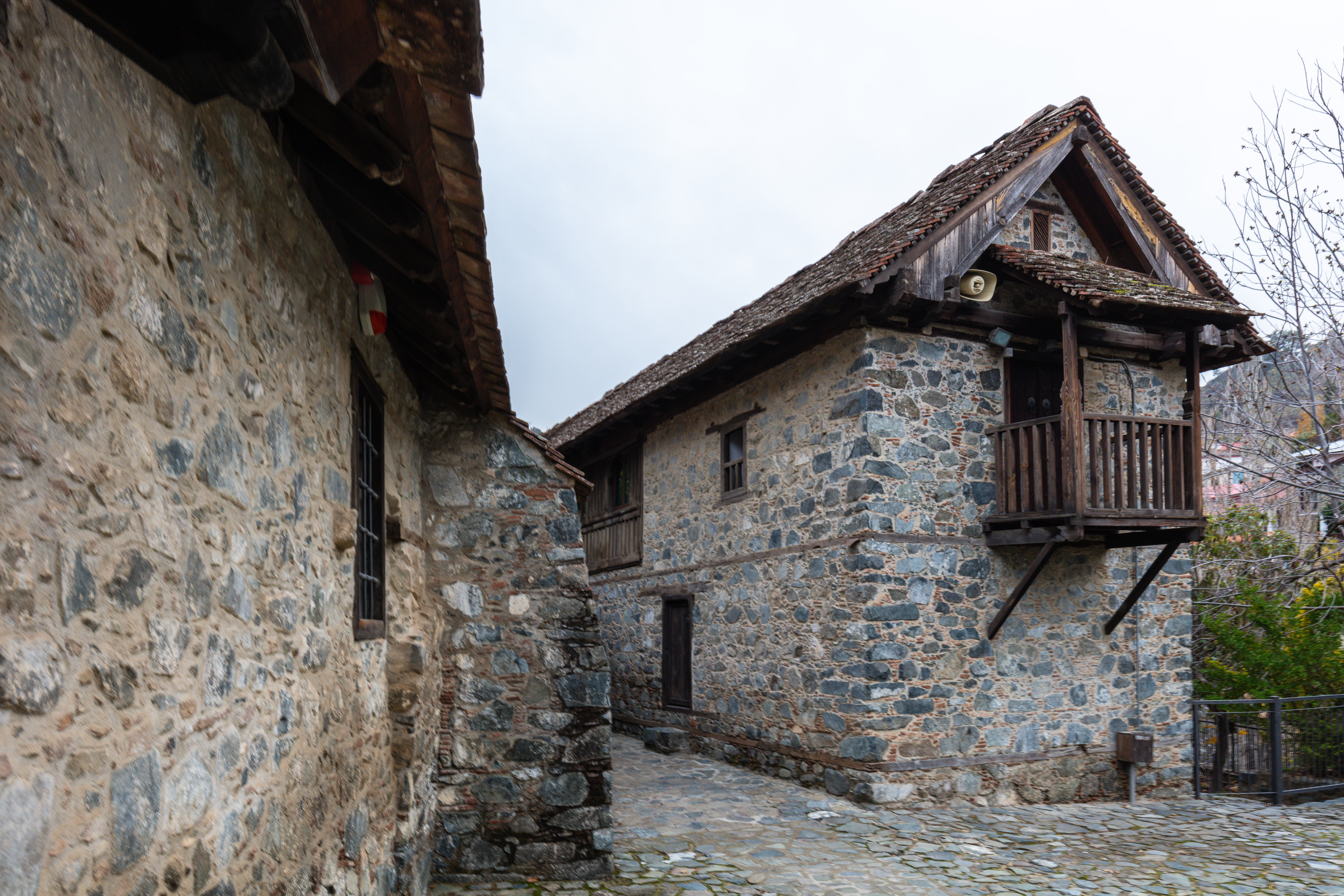
Monasterio de San Juan Lambadistis.
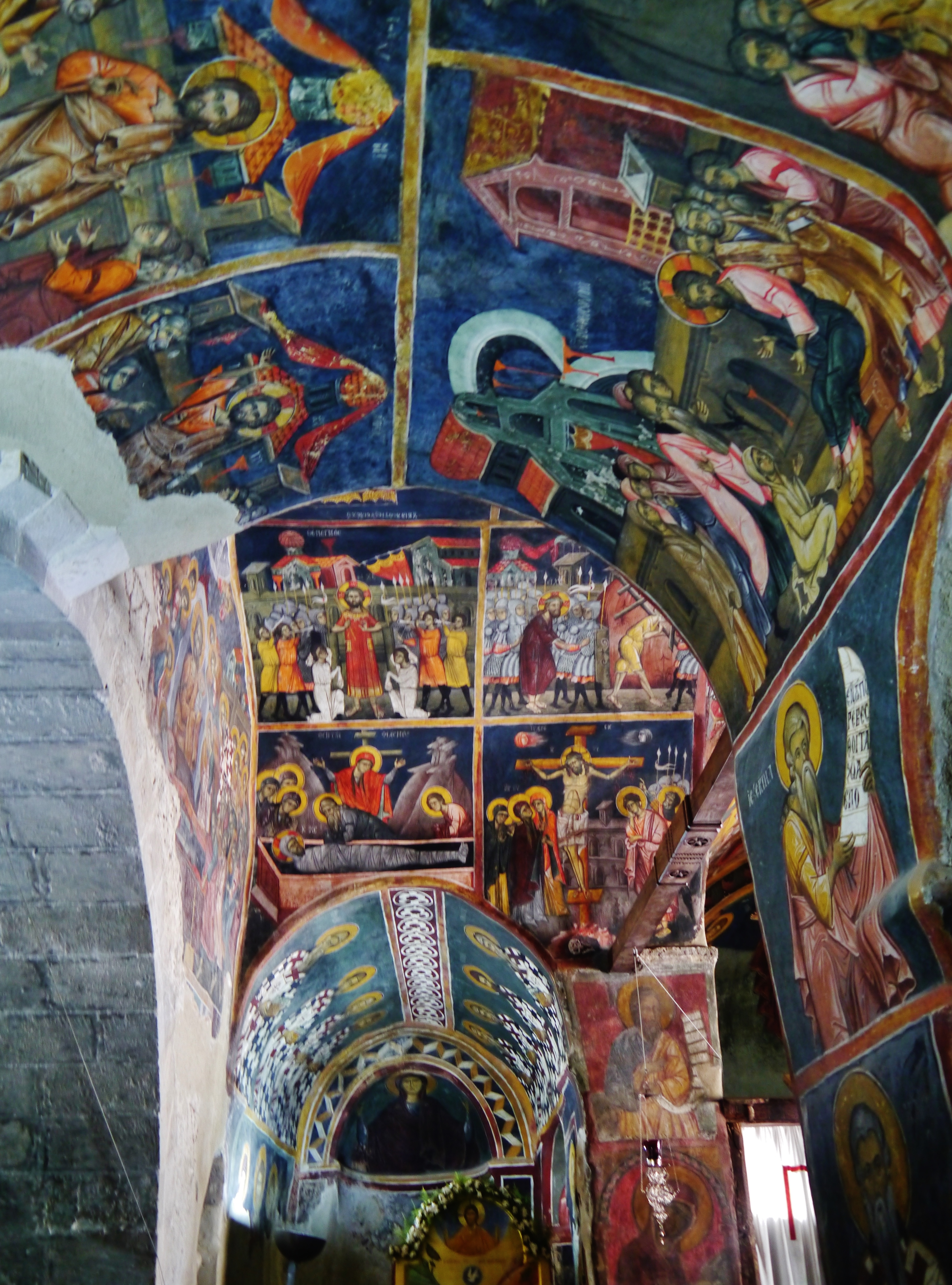
Interior del monasterio.
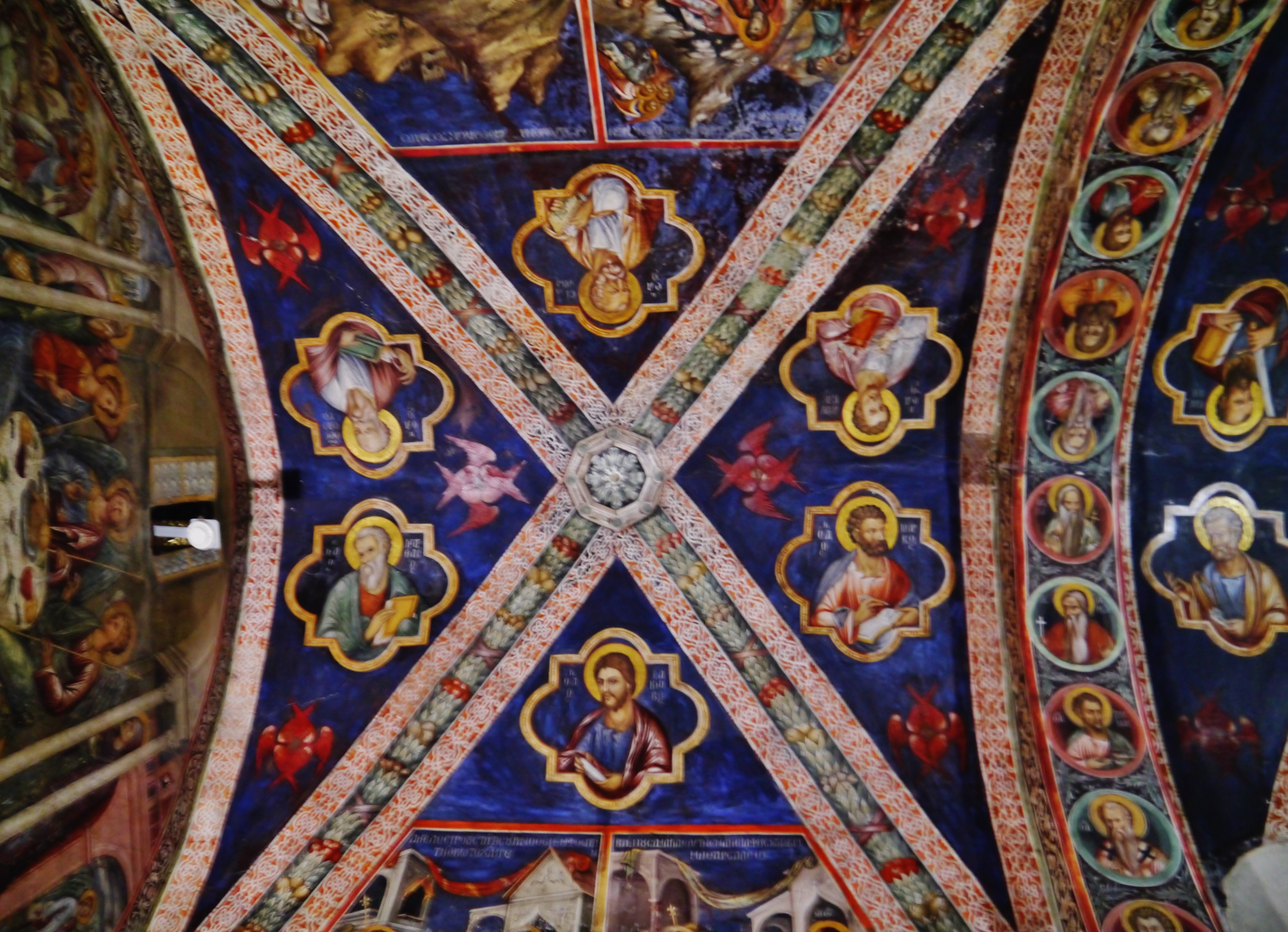
Detalle de los frescos en la bóveda del monasterio.